# Гуттен-Чапский, Николай
Граф  Николай Гуттен-Чапский (8 сентября 1753, Буковец — 13 июня 1833, Быдгощь) — генерал-майор польской армии (1789), участник русско-польской войны (1792), кавалер ордена Святого Станислава (1792).

## Биография
Представитель польского дворянского рода Гуттен-Чапских герба «Лелива». Старший сын генерал-лейтенанта коронных войск и подкомория хелминского Антония Михаила Гуттен-Чапского (ум. 1792) и Кандиды Липской. Младший брат — генерал-майор Юзеф Гуттен-Чапский.
В 1766 году юный Николай Чапский был отправлен своим отцом на прусскую военную службу, служил в драгунском полку в Моронге и Оструде. В 1770 году получил чин хорунжего и получил задание вербовать поляков из приграничных территорий в прусскую армию, но его отец выступил против. В 1771 году был переведен служить в Бродницу и Лидзбарк, вынужден был участвовать в кампаниях против восставших барских конфедератов, в которых сам не хотел принимать участия. При посредничестве в 1773 году Николай Чапский перешёл из прусской в польскую армию, где получил чин капитана в отцовском кавалерийском полку (Конный полк имени королевича Кароля). Во время службы в этом полку быстро поднялся по карьерной лестнице: майор (1774), подполковник (1775) и полковник (1777). В 1783 году отец уступил Николаю шефство над собственным полком.
Во время Четырёхлетнего сейма (1788—1792) Николай Чапский принадлежал к патриотической партии, выступал за заключения союза Речи Посполитой с Пруссией, который мог защитить республику от агрессии со стороны России. Занимался увеличение комплектации своего полка, приобретением средств на обмундирование и снаряжение. В сентябре 1789 года Николай Чапский председательствовал в военном суде по делу офицеров, допустивших побег из темницы бывшего подскарбия великого коронного Адама Понинского.
6 декабря 1789 года Николай Чапский получил чин генерал-майора и стал командующим частью малопольской дивизии, которая первоначально дислоцировалась в Кельце, а затем была переведена на Волынь. Находился под командованием генерал-лейтенанта, князя Юзефа Понятовского, в его подчинении была бригада, состоящая из семи эскадронов кавалерии и трех батальонов пехоты, в том числе собственные надворные отряды. 29 апреля 1791 года стал членом варшавского магистрата. 3 мая того же года поддержал принятие новой польской конституции. Зимой 1791—1792 года занимался татарскими беженцами, бежавшими из российских владений. В феврале 1792 года сдал командованием и уехал в Варшаву.
В 1792 году генерал-майор Николай Чапский участвовал в русско-польской войне. В битве под Зеленцами, находясь на правом фланге, не поддержал атаку генерала Станислава Мокроновского на русские полки генерала Ираклия Моркова. В дальнейшем не участвовал в открытых военных действиях, занимаясь провиантом. В июле 1792 года ушёл в отпуск.
Не поддержал Тарговицкую конфедерацию, но не отказался от командования малопольской дивизией. В 1794 году был лишен чина генерал-майора. В начале восстания под руководством Тадеуша Костюшко находился в Варшаве. В июне 1794 года Николай Чапский из-за плохого здоровья и угрозы конфискации родовых имений в Королевской Пруссии, входившей в состав Пруссии, стал добиваться разрешения на выезд на лечение в Карловы Вары. В августе 1794 года покинул Варшаву и остановился во Вроцлаве на лечение.
С 1795 года постоянно проживал в Быдгоще, руководил вместе с младшим братом Юзефом родовым имением Буковец под городом Свеце. 27 сентября 1804 года вместе с братом Юзефом получил прусский графский титул и прибавку к фамилии «фон Гуттен». В 1807 году во время Варшавского герцогства был назначен вице-президентом административного совета Быдгощского департамента, но вскоре сложил с себя эту должность. 13 июня 1833 года скончался в Быдгоще.

## Семья
С 1796 года был женат на своей кузине Марии Чапской, от брака с которой имел двух детей: Франтишека (1797—1862) и Антонину (ок. 1802—1872), жену графа Скоржевского.